# Grande Prêmio da Europa de 2007
Resultados do Grande Prêmio da Europa de Fórmula 1 realizado em Nürburgring em 22 de julho de 2007. Décima etapa do campeonato, foi vencido pelo espanhol Fernando Alonso, da McLaren-Mercedes, com Felipe Massa em segundo pela Ferrari e Mark Webber em terceiro pela Red Bull-Renault.

## Resumo da corrida
Inicialmente, ocorreria um rodízio ano a ano entre Nürburgring e Hockenheimring como o Grande Prêmio da Alemanha. Esse rodízio continuava previsto para ocorrer, mas a nomenclatura oficial da corrida em Nürburgring, seria GP da Europa e em Hockenheimring, GP da Alemanha.
Desde a largada, a prova foi muito tumultuada. Antes mesmo do início da corrida, havia o suspense sobre a participação ou não do líder do campeonato, Lewis Hamilton, que bateu forte contra o muro durante a terceira parte do treino oficial. O inglês acabou largando em décimo. Logo na largada, o brasileiro Felipe Massa ultrapassou o espanhol Fernando Alonso e chegou à segunda colocação, atrás do companheiro de equipe Kimi Räikkönen. Antes mesmo do fim da primeira volta, a chuva começou a cair e muitos carros rodaram, alguns saíram definitivamente da corrida, outros, como o próprio Hamilton, conseguiram voltar. Na entrada para os boxes para a troca de pneus, Räikkönen erra feio e tem de dar mais uma volta na chuva com pneus para pista seca. O alemão Markus Winkelhock, da Spyker, assume a primeira posição. Para segurança dos pilotos, a prova é paralisada.
Na relargada, o brasileiro assume a ponta, com Alonso em segundo. Após algumas voltas a pista seca e Massa mantém a primeira posição, com o espanhol da McLaren logo atrás. Faltando aproximadamente 10 voltas para o fim, a chuva volta novamente. Os pilotos têm de trocar os pneus e na volta à pista o brasileiro tentou segurar o espanhol o quanto pôde. Na hora da ultrapassagem, Massa toca em Alonso, sem danos significativos para ambos. O espanhol vence a corrida, reduzindo a diferença de pontos no Campeonato de Pilotos para o líder Hamilton, que, pela primeira vez na temporada, não pontuou.

## Adendos
- Esta foi a única vez em que um Spyker liderou uma corrida, com o alemão Markus Winkelhock, que liderou a prova por 6 voltas, da volta 2 a 7, quando foi ultrapassado pelo brasileiro Felipe Massa.[4]
- Primeira vez que David Coulthard chegou a liderar uma prova com carro da Red Bull.
- Última corrida de Scott Speed. Devido a desentendimentos com Franz Tost, dirigente da Toro Rosso, o norte-americano perdeu sua vaga para o jovem alemão Sebastian Vettel.
- Primeiro pódio de Mark Webber pela Red Bull.
- Pela primeira vez desde sua estreia, Lewis Hamilton termina uma corrida sem pontuar ou subir ao pódio.

## Classificação da prova

### Treinos classificatórios
| Pos.   | Nº | Piloto               | Equipe             | Q1       | Q2       | Q3       | Grid |
| ------ | -- | -------------------- | ------------------ | -------- | -------- | -------- | ---- |
| 1      | 6  | Kimi Räikkönen       | Ferrari            | 1:31.522 | 1:31.237 | 1:31.450 | 1    |
| 2      | 1  | Fernando Alonso      | McLaren-Mercedes   | 1:31.074 | 1:30.983 | 1:31.741 | 2    |
| 3      | 5  | Felipe Massa         | Ferrari            | 1:31.447 | 1:30.912 | 1:31.778 | 3    |
| 4      | 9  | Nick Heidfeld        | BMW Sauber         | 1:31.889 | 1:31.652 | 1:31.840 | 4    |
| 5      | 10 | Robert Kubica        | BMW Sauber         | 1:31.961 | 1:31.444 | 1:32.123 | 5    |
| 6      | 15 | Mark Webber          | Red Bull-Renault   | 1:32.629 | 1:31.661 | 1:32.476 | 6    |
| 7      | 4  | Heikki Kovalainen    | Renault            | 1:32.594 | 1:31.783 | 1:32.478 | 7    |
| 8      | 12 | Jarno Trulli         | Toyota             | 1:32.381 | 1:31.859 | 1:32.501 | 8    |
| 9      | 11 | Ralf Schumacher      | Toyota             | 1:32.446 | 1:31.843 | 1:32.570 | 9    |
| 10     | 2  | Lewis Hamilton       | McLaren-Mercedes   | 1:31.587 | 1:31.185 | 1:33.833 | 10   |
| 11     | 16 | Nico Rosberg         | Williams-Toyota    | 1:32.117 | 1:31.978 |          | 11   |
| 12     | 17 | Alexander Wurz       | Williams-Toyota    | 1:32.173 | 1:31.996 |          | 12   |
| 13     | 3  | Giancarlo Fisichella | Renault            | 1:32.378 | 1:32.010 |          | 13   |
| 14     | 8  | Rubens Barrichello   | Honda              | 1:32.674 | 1:32.221 |          | 14   |
| 15     | 23 | Anthony Davidson     | Super Aguri-Honda  | 1:32.793 | 1:32.451 |          | 15   |
| 16     | 22 | Takuma Sato          | Super Aguri-Honda  | 1:32.678 | 1:32.838 |          | 16   |
| 17     | 7  | Jenson Button        | Honda              | 1:32.983 |          |          | 17   |
| 18     | 19 | Scott Speed          | Toro Rosso-Ferrari | 1:33.038 |          |          | 18   |
| 19     | 18 | Vitantonio Liuzzi    | Toro Rosso-Ferrari | 1:33.148 |          |          | 19   |
| 20     | 14 | David Coulthard      | Red Bull-Renault   | 1:33.151 |          |          | 20   |
| 21     | 20 | Adrian Sutil         | Spyker-Ferrari     | 1:34.500 |          |          | 21   |
| 22     | 21 | Markus Winkelhock    | Spyker-Ferrari     | 1:35.940 |          |          | 22   |
| Fonte: |    |                      |                    |          |          |          |      |

### Corrida
| Pos.   | Nº | Piloto               | Construtor         | Voltas | Tempo/Diferença | Grid | Pontos |
| ------ | -- | -------------------- | ------------------ | ------ | --------------- | ---- | ------ |
| 1      | 1  | Fernando Alonso      | McLaren-Mercedes   | 60     | 2:06:26.358     | 2    | 10     |
| 2      | 5  | Felipe Massa         | Ferrari            | 60     | + 8.155         | 3    | 8      |
| 3      | 15 | Mark Webber          | Red Bull-Renault   | 60     | + 1:05.674      | 6    | 6      |
| 4      | 17 | Alexander Wurz       | Williams-Toyota    | 60     | + 1:05.937      | 12   | 5      |
| 5      | 14 | David Coulthard      | Red Bull-Renault   | 60     | + 1:13.656      | 20   | 4      |
| 6      | 9  | Nick Heidfeld        | BMW Sauber         | 60     | + 1:20.298      | 4    | 3      |
| 7      | 10 | Robert Kubica        | BMW Sauber         | 60     | + 1:22.415      | 5    | 2      |
| 8      | 4  | Heikki Kovalainen    | Renault            | 59     | + 1 volta       | 7    | 1      |
| 9      | 2  | Lewis Hamilton       | McLaren-Mercedes   | 59     | + 1 volta       | 10   |        |
| 10     | 3  | Giancarlo Fisichella | Renault            | 59     | + 1 volta       | 13   |        |
| 11     | 8  | Rubens Barrichello   | Honda              | 59     | + 1 volta       | 14   |        |
| 12     | 23 | Anthony Davidson     | Super Aguri-Honda  | 59     | + 1 volta       | 15   |        |
| 13     | 12 | Jarno Trulli         | Toyota             | 59     | + 1 volta       | 8    |        |
| Ret    | 6  | Kimi Räikkönen       | Ferrari            | 34     | Pane hidráulica | 1    |        |
| Ret    | 22 | Takuma Sato          | Super Aguri-Honda  | 19     | Pane hidráulica | 16   |        |
| Ret    | 11 | Ralf Schumacher      | Toyota             | 18     | Colisão         | 9    |        |
| Ret    | 21 | Markus Winkelhock    | Spyker-Ferrari     | 13     | Pane hidráulica | 22   |        |
| Ret    | 7  | Jenson Button        | Honda              | 2      | Rodou           | 17   |        |
| Ret    | 20 | Adrian Sutil         | Spyker-Ferrari     | 2      | Rodou           | 21   |        |
| Ret    | 16 | Nico Rosberg         | Williams-Toyota    | 2      | Rodou           | 11   |        |
| Ret    | 19 | Scott Speed          | Toro Rosso-Ferrari | 2      | Rodou           | 18   |        |
| Ret    | 18 | Vitantonio Liuzzi    | Toro Rosso-Ferrari | 2      | Rodou           | 19   |        |
| Fonte: |    |                      |                    |        |                 |      |        |

## Tabela do campeonato após a corrida
| Pos.   | Piloto          | Pontos |
| ------ | --------------- | ------ |
| 1      | Lewis Hamilton  | 70     |
| 2      | Fernando Alonso | 68     |
| 3      | Felipe Massa    | 59     |
| 4      | Kimi Räikkönen  | 52     |
| 5      | Nick Heidfeld   | 36     |
| Fonte: |                 |        |

| Pos.   | Construtor       | Pontos |
| ------ | ---------------- | ------ |
| 1      | McLaren–Mercedes | 138    |
| 2      | Ferrari          | 111    |
| 3      | BMW Sauber       | 61     |
| 4      | Renault          | 32     |
| 5      | Williams-Toyota  | 18     |
| Fonte: |                  |        |

- Nota: Somente as primeiras cinco posições estão listadas.